# Nikujaga

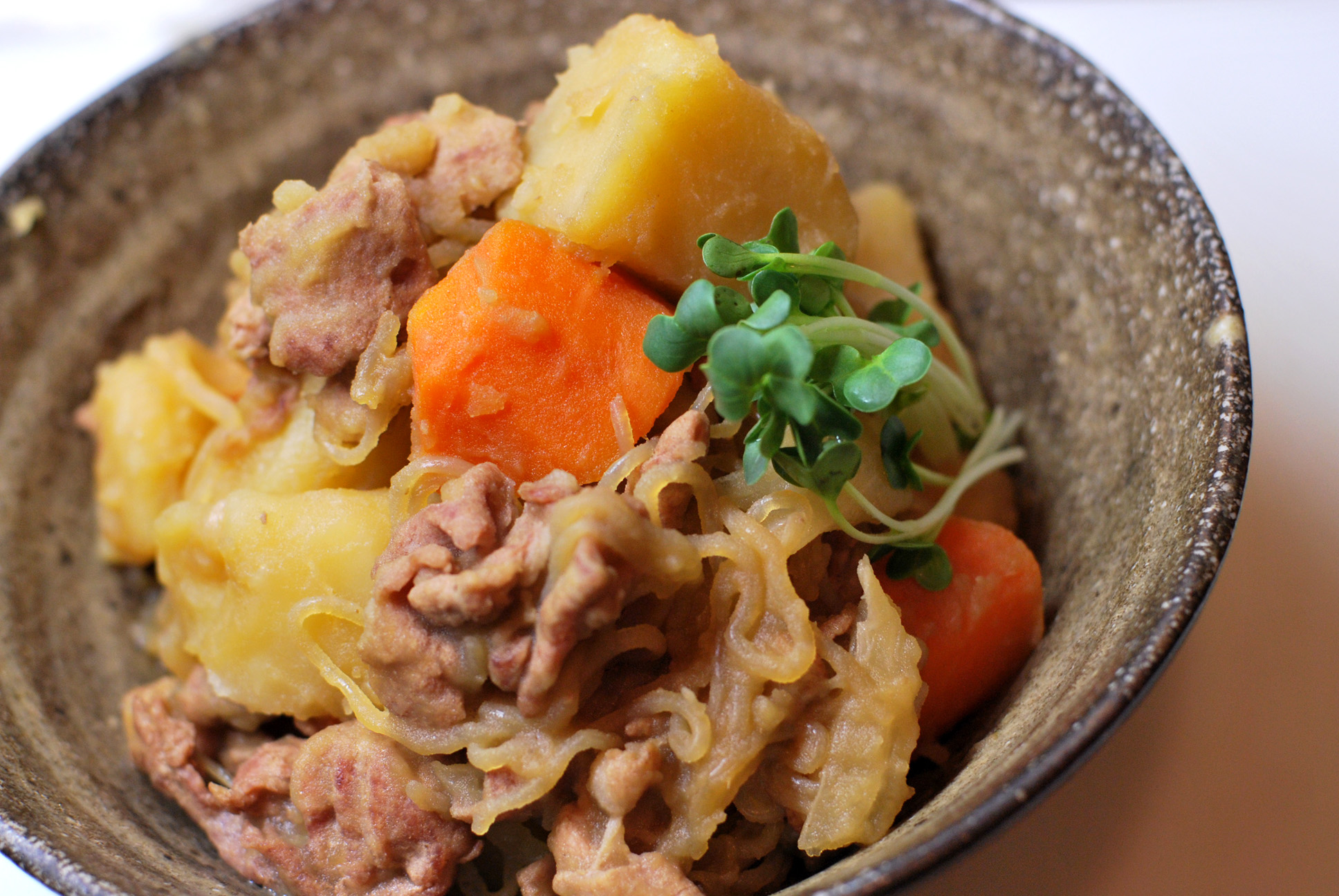

Nikujaga (jap. 肉じゃが, dt. „Fleisch-Kartoffeln“) ist ein typisches japanisches Gericht, in Form eines Eintopfs zubereitet. Es besteht aus Kartoffeln, Karotten, Schweine- oder Rindfleisch, Zwiebeln, Zucker und Sojasoße.
Die Herkunft des Gerichts wird kontrovers diskutiert. Häufig wird seine Erfindung dem japanischen Admiral Tōgō Heihachirō zugeschrieben. Er soll Marineköche damit beauftragt haben, eine Alternative zu britischem Rindereintopf zu kreieren um für eine protein- und kalorienreichere Ernährung japanischer Matrosen zu sorgen.